# 切霍蒂納河
43°30′42″N 18°46′34″E / 43.51167°N 18.77611°E

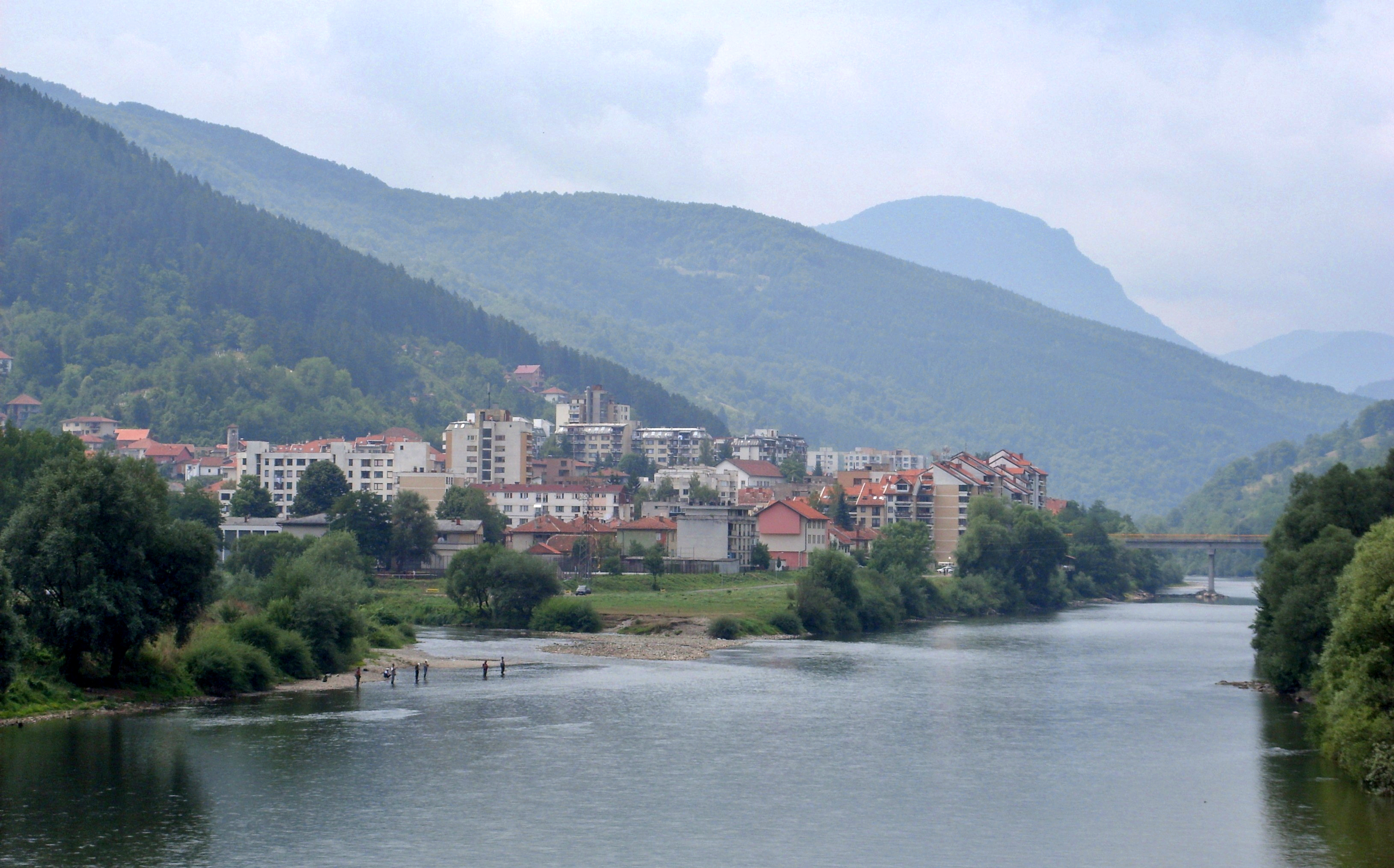

切霍蒂納河是歐洲南部的河流，流經蒙特內哥羅和波斯尼亞和黑塞哥維那，屬於德里納河的右支流，河道全長125公里，流域面積1,237平方公里。